# San José de Gracia, Aguascalientes
San José de Gracia är en ort i Mexiko.   Den ligger i kommunen San José de Gracia och delstaten Aguascalientes, i den centrala delen av landet, 500 km nordväst om huvudstaden Mexico City. San José de Gracia ligger 2 044 meter över havet och antalet invånare är 4 927.
Terrängen runt San José de Gracia är kuperad söderut, men norrut är den platt. Runt San José de Gracia är det ganska tätbefolkat, med 199 invånare per kvadratkilometer. Närmaste större samhälle är Rincón de Romos, 13,1 km nordost om San José de Gracia. I omgivningarna runt San José de Gracia växer huvudsakligen savannskog.